# 安蒂·库伊斯马
安蒂·库伊斯马（芬蘭語：Antti Kuisma，1978年2月23日—），芬兰男子北欧两项运动员。他曾代表芬兰参加2006年冬季奥林匹克运动会北欧两项比赛，获得男子团体赛铜牌。